# 句章県
句章県（こうしょうけん）は、かつて中国に存在した県。

## 歴史
句章（勾章）の名は、紀元前473年に越王勾践が呉を滅ぼして覇を唱えた際に建造した句章城（現在の浙江省寧波市江北区慈城鎮三勤村城山渡）に由来するという。
句章県は秦代の紀元前221年に置かれ、会稽郡に属した。当時の句章港は全国九大港口の一つであったという。晋の隆安4年（400年）、句章城が孫恩の反乱軍に攻め落とされると、守将の劉裕は句章県の県治を小渓（現在の寧波市海曙区鄞江鎮）に移した。隋の開皇9年（589年）に鄞県・鄮県と合併して句章県となった。唐の武徳4年（621年）、姚州と鄞州に分割されて廃止された。